# Hannes Schroll

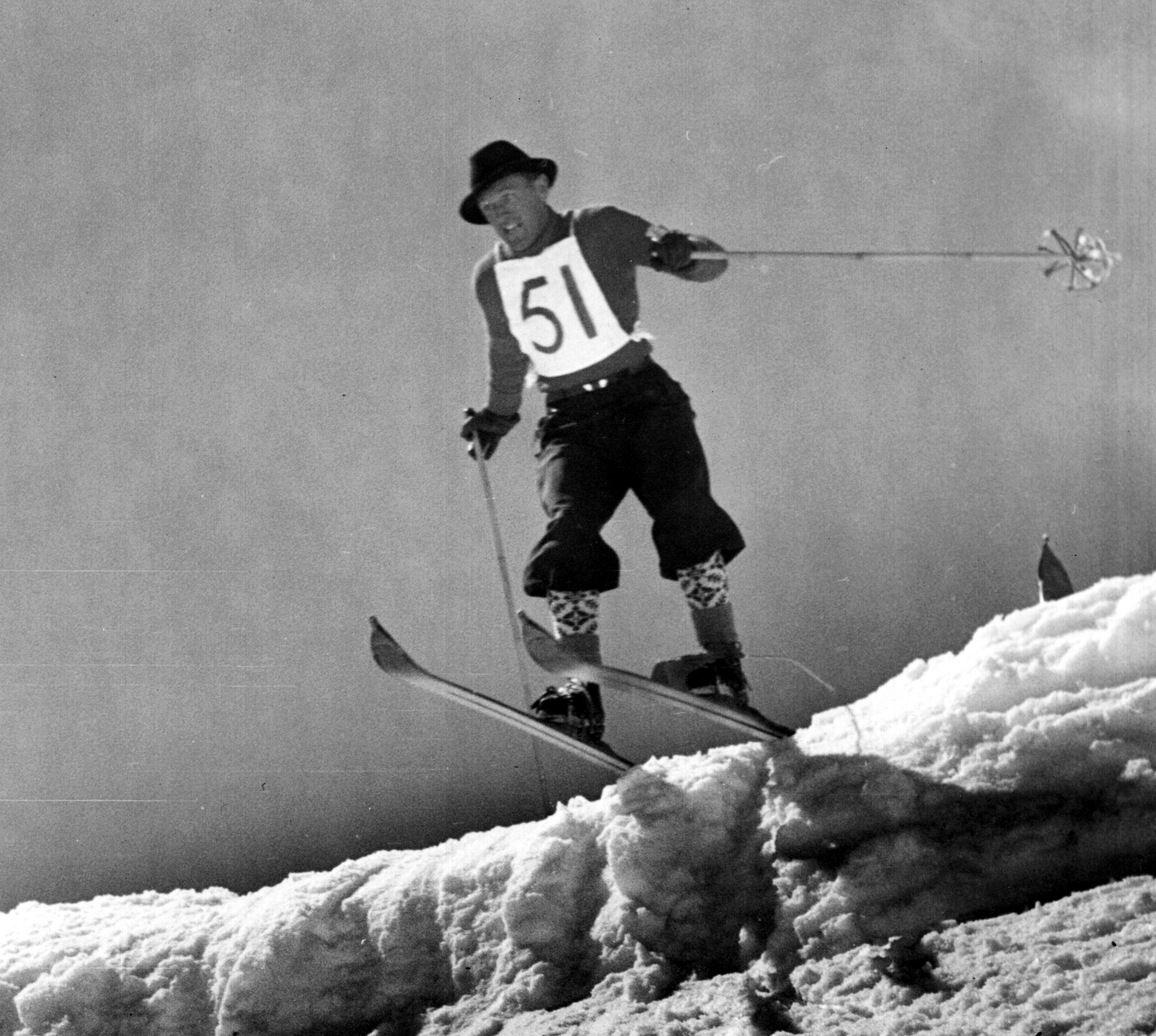
Hannes Schroll tijdens de afdaling op het kampioenschap op Mount Rainier in 1935

Hannes Schroll (Wörgl, 13 juni 1909 – Redwood City, 5 april 1985) was een Oostenrijks-Amerikaans alpineskiër. 
Schroll groeide op in Bischofshofen en leerde er skiën. In 1934 won hij de wedstrijd op de Marmolata. Bondskanselier Kurt Schuschnigg stuurde hem vervolgens naar de Verenigde Staten om deel te nemen aan een kampioenschap op Mount Rainier. Hij was de eerste Europese afdalingsskiër die zijn vaardigheden toonde in Amerika. Hij won de afdaling, de slalom en de combinatie in wat een van de eerste internationale skicompetities was.
Hij speelde vervolgens een belangrijke rol in de ontwikkeling van Badger Pass in Yosemite National Park, waar hij was uitgenodigd om de skischool te leiden. Na een tip van zijn landgenoten Bill en Fred Klein richtte hij in 1937 het wintersportgebied Sugar Bowl bij Lake Tahoe op, dat in 1939 opende. Schroll was een charismatische en kleurrijke persoon die al jodelend van de bergen kwam gestoven. Walt Disney nam jodels van Schroll op en gebruikte ze als basis voor de karakteristieke schreeuw van Goofy (later de Goofy holler genoemd) in de tekenfilm The Art of Skiing (1941), die zich afspeelt in Sugar Bowl.
In 1945 zette Schroll een stapje opzij in Sugar Bowl, dat een populaire bestemming was geworden voor sterren uit Hollywood. Hij leefde tot aan zijn dood in 1985 in Hollister, waar hij renpaarden fokte.